# ヴィクトリア・フォン・プロイセン (1866-1929)
フリーデリケ・アマーリエ・ヴィルヘルミーネ・ヴィクトリア・フォン・プロイセン （ドイツ語: Friederike Amalie Wilhelmine Viktoria von Preußen, 1866年4月12日 - 1929年11月13日）は、リッペ侯国の摂政アドルフ・ツー・シャウムブルク＝リッペの妻。

## 来歴
後にドイツ皇帝となる皇太子フリードリヒとその妃ヴィクトリアの次女（第5子）として生まれた。兄にヴィルヘルム2世、妹にギリシャ王妃となったゾフィーがいる。家族内では「小さなヴィクトリア」、またはモレッタ（Moretta）と呼ばれた。
他の姉妹たちと同様、ヴィクトリアは母からイギリス式に慈しまれて育った。結婚適齢期を迎えた頃、ヴィクトリアはバッテンベルク家の公子アレクサンダーと恋に落ちた。彼はブルガリアの元首であり、ヴィクトリアの両親も2人を温かく見守っていた。しかし、祖父ヴィルヘルム1世と宰相オットー・フォン・ビスマルクがこの縁組みに反対した。彼らは、ドイツ皇女とブルガリア公の結婚がロシア帝国の機嫌を損ねることや、ブルガリアでのアレクサンダルの行動いかんでロシアとの軋轢につながりかねないことを恐れた。悪意のある言葉の応酬の末、皇太子夫妻は娘の恋の反対に回り、ヴィクトリアはアレクサンダルとの結婚の望みを捨てなければならなかった。
1890年11月19日、ヴィクトリアはリッペ侯国摂政アドルフと結婚。彼は1895年から1897年の間、精神障害のあるリッペ侯アレクサンダーに替わって政務を務めていた。彼女は結婚してまもなくに懐妊したが流産に終わり、2人の間に子供はなかった。1916年にヴィクトリアは夫と死別した。第一次世界大戦中、ヴィクトリアはドイツ側につくべき人間でありながら、母ヴィクトリアの故国であるイギリスへ非常に同情的であった。戦争後に彼女は従兄にあたるジョージ5世に会い、親交を深めている。
1927年11月、ヴィクトリアは、35歳年下のロシア難民アレクサンドル・ズブコフ（1901年 - 1936年）と再婚した。彼と離婚の話し合いを進めていた1929年11月、ヴィクトリアはボンで死去した。